# John Milton Bernhisel

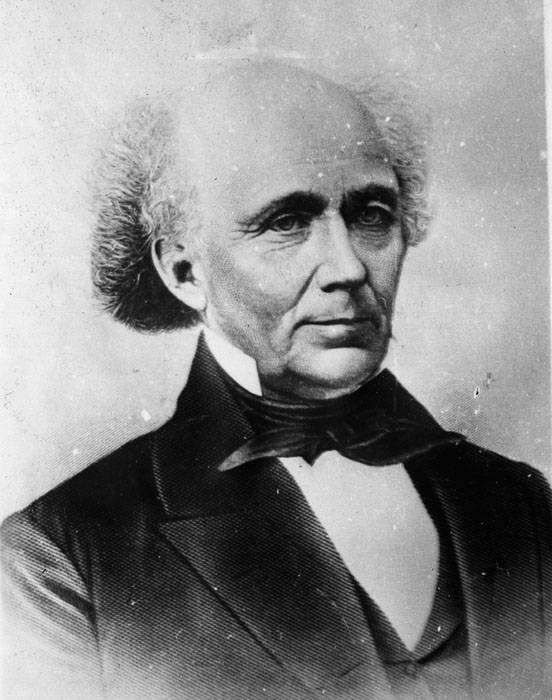
John Milton Bernhisel

John Milton Bernhisel (* 23. Juli 1799 bei Harrisburg, Pennsylvania; † 28. September 1881 in Salt Lake City) war ein US-amerikanischer Politiker. Zwischen 1851 und 1863 vertrat er zwei Mal als Delegierter das Utah-Territorium im US-Repräsentantenhaus.

## Frühe Jahre und Aufstieg
John Bernhisel besuchte die öffentlichen Schulen in seiner Heimat Pennsylvania. Danach studierte er an der University of Pennsylvania in Philadelphia Medizin, woraufhin er in New York City als Arzt praktizierte. Nachdem er sich der Mormonenbewegung angeschlossen hatte, zog er mit ihnen im Jahr 1843 nach Nauvoo in Illinois. Dort war er unter anderem Leibarzt von Joseph Smith, dem Anführer dieser Glaubensgemeinschaft. Er war aber nicht bei dessen Ermordung im Juni 1844 anwesend. Im Jahr 1848 zog Bernhisel mit seiner Glaubensgemeinschaft nach Salt Lake City. Auch in seiner neuen Heimat arbeitete er als Arzt.

## Bernhisel im Kongress
Nach der Gründung des Utah-Territoriums wurde Bernhisel von Brigham Young. dem neuen Oberhaupt der Mormonen, die in diesem Territorium die Mehrheit der Bevölkerung ausmachten, als Delegierter für das US-Repräsentantenhaus vorgeschlagen und von den Bürgern bestätigt. Zwischen dem 4. März 1851 und dem 3. März 1859 vertrat er in vier Legislaturperioden die Interessen seines Territoriums und seiner Religionsgemeinschaft. Er setzte sich für eine Verbesserung der Infrastruktur wie zum Beispiel durch die telegrafische Erschließung des Territoriums und den Bau der Eisenbahn ein. Als Delegierter hatte er aber kein Stimmrecht im Kongress. Im Jahr 1858 wurde er nicht für eine Wiederwahl nominiert. Sein Delegiertensitz ging zwischen 1859 und 1861 an William Henry Hooper von der Demokratischen Partei.
Bernhisel arbeitete dann wieder als Arzt in Utah. Nachdem er 1862 noch einmal als Delegierter in den Kongress gewählt worden war, konnte er dort zwischen dem 4. März 1861 und dem 3. März 1863 eine weitere Legislaturperiode absolvieren. Im Jahr 1862 kandidierte er nicht mehr für dieses Amt.

## Weiterer Lebenslauf
Nach dem Ende seiner politischen Tätigkeit in Washington, D.C. arbeitete Bernhisel wieder als Arzt. Er wurde Mitglied des ersten Aufsichtsrats der University of Utah. Außerdem blieb er in seiner Religionsgemeinschaft aktiv. John Bernhisel war unter anderem mit Elizabeth Baker verheiratet, mit der er sechs Kinder hatte. Aus seiner ersten Ehe hatte er einen Sohn.